# ذهن زیبا (کتاب)
ذهن زیبا (به انگلیسی: A Beautiful Mind) نام کتابی است که دربارهٔ زندگی جان نَش، ریاضیدان برندهٔ جایزهٔ نوبل اقتصاد و مسائلی که به دلیل بیماری اسکیزوفرنی با آنها مواجه می‌شود، نوشته شده است. این کتاب توسط سیلویا ناسار نوشته شده و در سال ۱۹۹۹ منتشر شده است.
بر اساس این کتاب، فیلمی به همین نام در سال ۲۰۰۱ ساخته شد. صحنه‌هایی از فیلم تفاوت‌هایی با زندگی واقعی جان نَش دارند؛ برای مثال، صحنه مربوط به پیدا کردن الگوهای مختلف در ستارگان، صحنه‌ای که پسر جان نَش در حال غرق شدن در وان حمام است و موارد مربوط به ابزار تولید کننده رمز عبور که در دست جان نَش قرار گرفته است، کاملاً ساختگی می‌باشند. فیلم بیانگر فداکاری بسیار آلیشیا، همسر جان نَش، در رابطه با وی است و این در حالی است که این زوج در سال ۱۹۶۳ از یکدیگر جدا شده و پس از هفت سال، مجدداً در سال ۱۹۷۰ آلیشیا به جان نَش اجازه داده است تا در خانه وی زندگی کند که این رابطه مطلقاً یک رابطه احساسی نبوده است.

## جوایز
این کتاب در سال ۱۹۹۸ برنده جایزه شورای منتقدان کتاب ملی (NBCC) در زمینه زندگینامه شد. این کتاب همچنین نامزد جایزه پولیتزر شده و در لیست پرفروش‌ترین کتاب‌های نیویورک تایمز در زمینه زندگینامه قرار گرفت.